# Martin Bora
Martin von Bora è un personaggio letterario creato dalla scrittrice italoamericana Ben Pastor: ufficiale dell'esercito tedesco (Wehrmacht) e agente del servizio informazioni militare (Abwehr), è il protagonista di una serie di romanzi per lo più ambientati durante la Seconda guerra mondiale. 
 Come ammette la stessa Ben Pastor, il personaggio è parzialmente ispirato alla figura reale del colonnello Claus Schenk von Stauffenberg. 
Martin Bora è innanzitutto un soldato, non un vero e proprio investigatore, però grazie alle qualità migliori del suo animo - curiosità, capacità logiche, amore per la verità - si trova spesso ad indagare con successo su crimini di varia natura.
La raccolta La finestra sui tetti e altri racconti con Martin Bora (Sellerio ed., 2023) contiene un'Appendice intitolata "Martin Bora su Martin Bora" in cui il personaggio, parlando in prima persona, rievoca i punti salienti della propria biografia.

## La famiglia
Martin-Heinz Douglas Wilhelm Friederick von Bora nasce ad Edimburgo l'11 novembre 1913, all'interno del Consolato tedesco: la madre Georgiana Alexandra "Nina" Douglas (n. 1894), di origine anglo-scozzese, si trovava in città presso i genitori mentre il marito Frederick (n. 1863), famoso musicista, era impegnato a dirigere una serie di concerti a Bayreuth. Il battesimo del bambino avviene nella locale chiesa gesuita. 
I genitori di Martin erano cugini tra loro, separati da una differenza di età di circa trent'anni. Il padre muore di cancro alla gola a Boston, durante una tournée americana, quando Martin ha solo sei mesi. Rimasta vedova, al termine dei tre anni di lutto ufficiale, Nina accetta la proposta di matrimonio di un vecchio amico di famiglia, junker della Casa Imperiale austroungarica, il general maggiore dell'esercito Edwin von Sickingen (n. 1868). Il precedente matrimonio di von Sickingen con l'italiana Donna Maria Ascanio era stato annullato nel 1915 a causa di gravi incompatibilità fra i coniugi, aggravate dallo stato di belligeranza tra le rispettive Nazioni; l'anziano soldato, che in seguito proseguì la sua carriera sino al grado di generale d'Armata, tornò poi alla vita civile a causa dell'insofferenza nei confronti del nazismo e delle ingerenze politiche in campo militare. 
Nina e von Sickingen si sposano a Dresda, nella chiesa di San Francesco Saverio, l'11 aprile 1917, e vanno a vivere nella residenza di famiglia dei Bora sulla Birkenstrasse, a Lipsia-Lindenau. Questo secondo matrimonio procura a Martin un fratellastro minore, Peter Carrick Franz Wilhelm Edwin Sickingen, nato il 18 giugno 1918 e destinato a morire l'8 giugno 1943 in un incidente aereo, durante la campagna di Russia, lasciando la moglie Margaretha Antoinette Hennin (sposata nel maggio del 1941 a Dresda, nella stessa chiesa dove si erano sposati i genitori) e una figlia nata postuma soltanto venti giorni più tardi. 
I von Bora (o von Borna) sono una famiglia baronale di origine sassone, lontanamente imparentata con Katharina von Bora, la moglie di Martin Lutero. Le attività della famiglia, tradizionalmente legate alla proprietà della terra, alla diplomazia e all'esercito, sono infine approdate all'editoria: la Bora Verlag cura l'edizione di volumi di filosofia, storia e religione; un'apprezzata collana riguarda la traduzione in tedesco dei classici stranieri. I von Bora sono rigidamente cattolici e il loro motto è Fidem Servavi. L'unico membro non cattolico della famiglia è Martina Ashworth-Douglas, la nonna materna di Martin, convertitasi al buddhismo sin dall'inizio del Novecento.

## Descrizione psicofisica
Il ciclo di romanzi e racconti con Martin Bora copre un arco temporale che si estende fra il 1936 e il 1944: il personaggio viene dunque seguito dai ventitré ai trentun anni di età. 
Bora ha un fisico atletico e longilineo; è alto poco meno di un metro e novanta. Ha capelli corti e scuri, peluria bionda, occhi verdi. Di aspetto apparentemente più giovane dell'età effettiva, quasi imberbe ancora verso i venticinque anni, Bora possiede in ogni caso un carattere duro e fermo, molto controllato, non esente da dubbi e sofferenze ma sempre governato da un fortissimo senso etico. Nel corso della narrazione che lo riguarda, a parte poche eccezioni (ricoveri ospedalieri, incontri sessuali, missioni di tipo particolare), Martin Bora compare indossando quasi costantemente la propria uniforme.

## Studi e formazione
Martin Bora inizia a studiare privatamente verso i cinque anni. In quello stesso periodo, seguendo le orme del defunto padre, si accosta alla musica: il suo primo insegnante di pianoforte è Lucien Weiss, un ebreo che i Bora aiuteranno poi a fuggire dalla Germania, ma che Martin ritroverà prigioniero e ai lavori forzati a Cracovia, nell'inverno del '39.
Nel 1926 inizia a frequentare il gymnasium a Lipsia: eccelle soprattutto nelle materie umanistiche. Nel 1930 si iscrive alla Facoltà di Filosofia dell'Università di Lipsia, dove nel 1933 si laurea summa cum laude, con una tesi intitolata "L'Averroismo latino e l'Inquisizione". In quegli anni uno dei suoi insegnanti è il vescovo (poi cardinale) Hohmann: i due si incontreranno di nuovo a Roma nel 1944, in tragiche circostanze. Oltre il tedesco, Bora conosce diverse lingue: greco e latino (legate alla sua formazione culturale di base), ma anche francese, inglese e spagnolo (richieste dalle sue funzioni di interprete per l'Abwehr, in cui entra nel 1936). Dal 1940 le operazioni belliche nei Paesi dell'Europa centro-orientale lo portano a parlare fluentemente alcune lingue slave: in particolare il russo e - in misura minore - l'ucraino. La lingua italiana viene invece acquisita e perfezionata sin dall'infanzia, durante le numerose vacanze trascorse nei dintorni di Roma presso la prima moglie del patrigno, Donna Maria, contessa Ascanio. Sempre in Italia, a Riva del Garda, i nonni materni di Bora possiedono una villa detta La Schiavona, dove nel corso degli anni la famiglia viene ospitata in svariate occasioni. 
Tra l'infanzia e l'adolescenza, la formazione di Bora comprende numerosi viaggi: in Italia, come si è detto, ma anche in Francia, in Inghilterra e in Scozia, paese d'origine del ramo materno della famiglia.
A dieci anni, nel 1923, Martin si reca in Giappone con i nonni materni, Franz Augustus e Martina Ashworth-Douglas, inviati in Estremo Oriente come rappresentanti diplomatici. Qualche anno dopo, nel 1928, sarà invece in Svizzera, Austria, Cecoslovacchia e Ungheria al seguito di uno zio acquisito, banchiere e collezionista d'arte. 
Importante per lui anche la formazione religiosa: dopo il battesimo, prima comunione nel 1922, cresima nel 1925.

## Il matrimonio
Nel 1935 Martin Bora conosce Benedikta (Dikta) von Coennewitz, bella e disinibita, che con lui condivide la passione per l'equitazione. La relazione viene rinnovata nel 1937 e si conclude con un frettoloso matrimonio due anni più tardi, a metà agosto del 1939, poco prima che Martin venga aggregato alla Terza Armata impegnata sul suolo polacco: il 16 agosto avviene la cerimonia civile, il 27 agosto quella religiosa. 
I von Coennewitz simpatizzano apertamente per il nazismo, sono protestanti, e le donne della famiglia non godono in genere di ottima fama; la madre di Dikta, Julie Beata, ha divorziato dal primo marito, ambasciatore tedesco in Francia, per fidanzarsi con l'attaché militare della stessa ambasciata, Moritz Schallenberg. Per tutti questi motivi il patrigno von Sickingen non approva il matrimonio. Martin comunque è molto innamorato della moglie, e malgrado la forzata lontananza continua a rimanerle fedele. Dikta invece lo ha sposato soprattutto per opportunismo: nel 1944 chiede - e ottiene - l'annullamento del matrimonio presso il tribunale della Sacra Rota, adducendo come motivazione la mancanza di una prole. Tuttavia in seguito Martin scopre che durante la sua assenza Dikta ha abortito per ben tre volte i figli concepiti durante i loro fuggevoli incontri.

## Le donne
- La prima donna di Martin Bora, all'epoca non ancora sedicenne, è Ara Vallesanta, un'amica di donna Maria Ascanio: il loro incontro ha luogo nell'agosto del 1929, nella residenza estiva di Ara nei dintorni di Roma, Il Gabbiano.
- Nel corso della guerra civile spagnola Bora incontra quella che probabilmente è la donna più importante della sua vita: Remedios, bella e misteriosa, con fama di strega; una ragazza con i capelli rossi che vive isolata in un convento abbandonato a Mas del Aire, in Aragona. La relazione lo porta ad esplorare il mondo della passione e a riflettere sul senso delle cose. Remedios, richiesta di una profezia sulla morte, risponde semplicemente "Sette". Numero che Bora mette poi in relazione con la durata delle sue partecipazioni belliche, le quali in effetti coprono il periodo 1937-1944.
- A Cracovia, dove trascorre l'inverno del 1939-1940, Bora ha occasione di incontrare Ewa Kowalska, matura attrice teatrale di origini tedesche, e la figlia Helenka, a sua volta attrice. Entrambe lo attraggono, benché in modi molto diversi: Helenka, bellezza fragile e ambigua, gli è abbastanza vicina per età, tuttavia alla fine è Ewa, più anziana ma ricca di fascino ed esperienza, a lasciare su di lui l'impronta maggiore.
- Durante il suo soggiorno a Parigi, nell'autunno del 1940, Bora conosce Nadine Lisieux (detta La Mome Chouette), cantante di cabaret ed amante di uno dei personaggi coinvolti nell'inchiesta per omicidio che lo stesso Bora sta conducendo. La donna, non bella ma dotata di un fascino ambiguo, lo attrae dal punto di vista sessuale. Fedele alla moglie lontana, Bora non cede, ma sperimenta una profonda inquietudine.
- Nel 1935, durante le gare di equitazione per la qualificazione olimpica conosce Benedikta von Coennewitz e il fratello. Sposa Dikta nel 1939 e viene da lei lasciato nel 1944. Per la moglie, alla quale rimane sempre ostinatamente fedele, Bora prova un grande amore che si mescola ad un'attrazione sessuale altrettanto forte: per Dikta invece conta solo quest'ultima.
- Nel marzo del 1944, sconvolto, depresso e ubriaco dopo l'abbandono della moglie che lo ha raggiunto a Roma per chiedere l'annullamento del loro matrimonio, Bora si concede un incontro con un'ignota prostituta: episodio di sesso non protetto, eccezionale per le sue abitudini, che in seguito lo costringe a fare il test di Wassermann (risultato poi negativo).
- Di lì a poco conosce la signora Nora Murphy, dedita ad opere di volontariato e infelicemente sposata con un diplomatico americano di stanza a Roma. Se ne innamora e vorrebbe sposarla - forse alla fine della guerra - ma una successiva gravidanza della donna, che ormai disperava di poter avere figli dal marito, la pone per lui fuori portata.
- A Berlino, nel luglio del 1944, Bora conosce Emma Pletsch (detta Emmy), giovane e graziosa ausiliaria della riserva dell'esercito. L'uomo con cui era fidanzata da dieci anni si trova in coma irreversibile, dopo un improvviso colpo apoplettico.
 Se le difficili circostanze e i rispettivi doveri non avessero posto ostacoli insormontabili, Bora - pur non amando la ragazza - avrebbe accettato di aiutarla a realizzare il suo più grande desiderio: quello di avere almeno un figlio.
- A Salò, nell'ottobre del 1944, Bora conosce Anna Maria (Annie) Tedesco, vedova ventottenne, figlia di un industriale italiano e di una donna greca suicidatasi molti anni prima. Con lei, che corrisponde in tutto e per tutto al suo tipo di donna, ha una brevissima e profonda relazione, interrotta dall'intervento della Gestapo che lo arresta e intende deportarlo in Germania.

## La carriera militare
Dopo il successo ottenuto negli studi universitari, Martin Bora preferisce la carriera militare a quella accademica.
- Nel 1933, dopo la laurea, entra nella Scuola di Fanteria di Dresda: segue il corso base di otto mesi, e ad agosto di quell'anno diventa cadetto ufficiale.
- Nell'ottobre del 1933 passa alla Scuola di Cavalleria di Hannover, dove ottiene ottimi risultati sportivi e premi in svariate competizioni equestri. Vi si diploma con onore nell'agosto del 1934.
- Successivamente torna alla Scuola di Fanteria di Dresda per portare a termine la propria formazione e consegue il grado di sottotenente. Si diploma con onore nell'agosto del 1935: gli vengono riconosciute precise attitudini al comando.
- Ad ottobre di quello stesso anno supera l'esame di ammissione alla prestigiosa Accademia di Cavalleria di Berlino: vi rimane per sette mesi, sino ad aprile del 1936, quando ottiene un permesso speciale per prendere parte alla guerra di Spagna, dopo aver rinunciato a partecipare alle Olimpiadi come membro della squadra di equitazione.
- Durante la guerra civile spagnola Bora milita nel Tercio de los extranjeros,[3] con il grado di tenente. Rimane a lungo di stanza a Riscal Amargo, in Aragona; lascia la Spagna nel 1938, dopo aver partecipato alle operazioni di Belchite e all'assedio di Teruel.
- Nel marzo del 1938 torna a frequentare l'Accademia a Berlino, dove si diploma con onore nell'aprile del 1939. In quel periodo, al seguito di una delegazione della Wehrmacht, ha occasione di visitare New York e West Point.
- Nella primavera del 1939, sempre a Berlino, inizia la sua speciale formazione per l'Abwehr, con cui già collabora sin dal 1936.
- Nell'estate del 1939 a Brest-Litovsk partecipa come interprete ai negoziati preliminari russo-tedeschi sulla spartizione della Polonia.
- Il 12 agosto 1939 viene promosso al grado di capitano. Dopo l'invasione tedesca della Polonia, nel settembre del 1939 è di stanza a Cracovia, dove rimane sino a metà gennaio del 1940. Trasferito dalla Polonia dopo essersi occupato dello scomodo caso di una monaca assassinata, Bora torna in Germania: frequenta un corso di specializzazione dei Servizi Segreti e l'Accademia Superiore di Guerra.
- Nell'autunno del 1940 Bora raggiunge la Francia occupata con l'incarico di rintracciare e controllare il capitano dell'esercito e famoso scrittore Ernst Jünger, allontanatosi senza preavviso dal proprio reggimento. Alla missione ufficiale si affiancano presto altre incombenze: la prosecuzione dell'inchiesta sui crimini di guerra commessi dalle SS affidatagli dal generale Blaskowitz, e una scottante inchiesta per omicidio, su esplicita richiesta dell'Ammiraglio Canaris.
- Nella tarda primavera del 1941 Bora è a Mosca, dove lavora come assistente del colonnello Krebs, l'addetto militare presso l'ambasciata tedesca. Riceve l'incarico di recarsi a Creta (recentemente conquistata ad opera dell'aviazione tedesca) per procurare sessanta bottiglie di vino pregiato a Lavrentij Berija, capo dell'NKVD. Sull'isola però rimane coinvolto nell'indagine su di una strage di civili della quale è stato accusato un gruppo di parà tedeschi. La sua indagine contribuisce a scagionarli e ad identificare il vero colpevole, così come richiesto tanto dalla Croce Rossa quanto dall'Ufficio per i Crimini di Guerra.
 Rientrato a Mosca, viene espulso a causa delle sue attività di controspionaggio.
- Con l'inizio dell'Operazione Barbarossa, fra il 1941 e il 1942 si sposta sul fronte russo; è tra i primi ad entrare in Unione Sovietica con il suo reparto di esploratori e successivamente ricopre il ruolo di inquisitore militare: si occupa cioè di interrogatori e pattugliamento del territorio. Nell'estate del 1941 l'unità di Bora viene trasferita in Ucraina, nella zona di Gomel-Kiev.
Nel corso del 1942 viene promosso al grado di maggiore.[4]
 Nella primavera del 1942 lascia momentaneamente l'Unione Sovietica e torna ad ovest: fra il 21 e il 27 maggio è a Praga, nel Protettorato di Boemia-Moldavia, ufficialmente per una licenza ma in realtà per ritirare e inoltrare un microfilm comprovante il progetto di genocidio da parte delle SS ai danni dei cittadini cechi di origine ebraica.
In settembre viene catturato dai russi che gli spezzano un braccio: fugge e benché disarmato e privo di viveri, riesce a rientrare dietro le linee tedesche nel giro di una settimana.
 A metà settembre inizia l'assedio di Stalingrado: coinvolto nel disastro, Bora riesce ad allontanarsi dalla città con pochissimi dei suoi uomini, il 26 gennaio 1943; di lì a poco si ammala gravemente di polmonite tifoidea e scrive il proprio testamento. Dopo un lungo ricovero in un ospedale di Praga e la guarigione, a fine marzo ritorna sul fronte russo come volontario; gli vengono affidate la costituzione e l'organizzazione del Reggimento di Cavalleria Gotland, del quale in seguito prenderà il comando.
 L'8 giugno nei pressi di Kursk è lui a raccogliere il cadavere del fratellastro Peter dopo l'incidente aereo in cui il giovane (pilota della Luftwaffe) perde la vita.
- Trasferito nell'Italia settentrionale, nell'autunno-inverno del 1943 è in Veneto, a Lago, dove si occupa di nuovo di sicurezza.
 Il 9 settembre, alle ore 16.27, viene gravemente ferito in un attentato partigiano: rimane danneggiato un ginocchio e Bora perde la mano sinistra che in seguito gli viene sostituita con una protesi.
- Nei primi sei mesi del 1944 è di stanza a Roma, dove in primavera viene promosso al grado di tenente colonnello; tra le altre cose, a fine maggio di quell'anno viene parzialmente coinvolto nei fatti che riguardano l'attentato partigiano di Via Rasella e la successiva rappresaglia dei tedeschi, concretizzatasi nell'eccidio delle Fosse Ardeatine.
- Nell'estate del 1944 l'avanzata degli Alleati spinge l'esercito tedesco fuori dall'Urbe. Martin Bora è prima in Abruzzo, dove svolge un incarico segreto per conto dell'ala antinazista dell'Abwehr (riguardante il carteggio tra Mussolini e il governo inglese), poi, al comando di un reggimento nei territori appenninici nord-occidentali (dove verrà promosso colonnello per meriti sul campo) e infine sulle rive del Lago di Garda, a Salò, dove ricopre il ruolo di ufficiale di collegamento tra la Wehrmacht e la Repubblica Sociale Italiana. Lì ha occasione di occuparsi anche dell'illegale movimentazione di opere d'arte.
- Nel luglio del 1944 Martin Bora lascia temporaneamente il fronte italiano per recarsi a Berlino e presenziare alle esequie solenni di uno zio acquisito, illustre pediatra che forse è stato indotto al suicidio. La licenza avrebbe dovuto esaurirsi in poche ore, ma Bora viene trattenuto a Berlino: il capo della Polizia Criminale, Arthur Nebe, lo incarica dell'indagine sull'omicidio di Walter Niemayer, il cosiddetto "Mago di Weimar", un illusionista e presunto veggente dalla clientela altolocata. L'indagine si rivelerà più complessa e pericolosa del previsto, e andrà ad intrecciare le sue conclusioni con l'Operazione Valchiria, il fallito tentativo di uccidere Adolf Hitler.

## Onorificenze
- Medaglie e Distintivo per Meriti di Servizio: 1938, di ritorno dal fronte spagnolo.
- Distintivo per combattimenti ravvicinati e Croce di Ferro di Prima Classe: 1939, per le azioni a Frankowo e Krasnobrod, poco dopo l'inizio della Seconda guerra mondiale.
- Croce tedesca in oro: 1941, per le operazioni sul suolo russo.
- Distintivo per feriti nero: settembre 1941, per le ferite riportate durante la prigionia russa.
- Croce da Cavaliere: 1942, per la partecipazione all'assedio di Stalingrado.
- Croce da Cavaliere con Fronde: estate 1943, per la partecipazione all'Operazione Cittadella.
- Distintivo per feriti argento: settembre 1943, per le ferite riportate nell'attentato partigiano in Italia settentrionale.

## Bora e il nazismo
Martin Bora è un ufficiale di carriera tedesco, e come soldato la sua fedeltà alla Patria e all'esercito è indiscutibile. Nei confronti dell'ideologia nazista nutre però forti sentimenti di critica e di repulsione, altrettanto indiscutibili benché ragioni di opportunità e prudenza lo inducano a non renderli troppo palesi. 
 Il suo patrigno von Sickingen ha risolto il dissidio ideale ritirandosi a vita privata, anche per non danneggiare la famiglia e la carriera militare dei figli con atteggiamenti troppo scopertamente ostili; Bora invece agisce dall'interno, sostenendo l'aspetto militare dell'intervento tedesco mentre ne rifiuta quello politico. Lo disgusta il trattamento riservato agli ebrei (da lui aiutati nascostamente in varie occasioni), e più in generale non approva la sopraffazione e le violenze contro i civili. 
 È in questa direzione che va anche il suo lavoro all'interno dell'Abwehr, tanto che nel corso del tempo si fa parecchi nemici tra le SS, che su di lui sin dalla fine del 1939 costruiscono un pericoloso dossier. Già agli inizi del 1940 in quel dossier viene apertamente sospettato di essere "politicamente inaffidabile".

## Il diario
Sin dai tempi della guerra di Spagna (1936) Martin Bora tiene un diario. Si tratta di un quaderno Walker a fogli mobili rilegato in stoffa, regalatogli dalla nonna materna che lo aveva appositamente ordinato in Inghilterra.
Martin vi scrive in inglese, ma per risparmiare spazio utilizza un corsivo gotico molto piccolo.
Il diario contiene non soltanto la narrazione dei momenti salienti delle sue esperienze belliche ma anche riflessioni personali di tipo più generale.

Dato il carattere privato e potenzialmente rischioso di parecchie annotazioni, il diario viene in genere custodito in una cartella a mano o in cassaforte. Nell'autunno del 1944 tuttavia, quando Martin Bora viene prima interrogato e poi arrestato, il diario cade nelle mani della Gestapo: benché sfrondato – a scopo precauzionale – di molte pagine, diventa ugualmente una prova a carico di Martin, accusato di attività antinaziste e quindi destinato alla deportazione in Germania, e verosimilmente alla fucilazione.

## L'epilogo
Pur avendo più volte sfiorato la morte nel corso delle sue avventure, Martin Bora sopravvive alla guerra. Quello che per ora è l'ultimo romanzo del ciclo (secondo l'ordine cronologico della narrazione), La Venere di Salò, lo mostra in ritirata, in concomitanza con l'aggravarsi della disfatta tedesca e l'indebolimento della sua stessa posizione personale. Bora è diretto a quella che presumibilmente sarà la sua ultima destinazione: il fronte della Prussia orientale, a contrastare l'avanzata dell'Armata Rossa.
 Non è dato sapere cosa gli accada esattamente nel periodo successivo, tuttavia i fatti accennati nel racconto Remedios e gli uomini suggeriscono che Martin Bora, ormai ultraottantenne e citato soltanto per nome, sia ancora vivo e in buona salute verso la fine del XX secolo.

### Romanzi e racconti
- Lumen, (Lumen, 1999), Hobby & Work Publishing, 2001; Sellerio, 2012, traduzione di Paola Bonini
- Luna bugiarda, (Liar Moon, 2001), Hobby & Work Publishing, 2002; Sellerio, 2013, traduzione di Marilia Piccone
- Kaputt Mundi, (Kaputt Mundi, 2002), Hobby & Work Publishing, 2003, traduzione di Paola Bonini
- La canzone del cavaliere, (The Horseman's song, 2003), Hobby & Work Publishing, 2004, traduzione di Paola Bonini
- Il morto in piazza, (The Dead in The Square, 2005), Hobby & Work Publishing, 2005, traduzione di Judy Faellini
- La Venere di Salò, (The Venus of Salò, 2005), Hobby & Work Publishing, 2006, traduzione di Judy Faellini
- La Morte, il Diavolo e Martin Bora, (Odd Pages, 2008), Hobby &Work Publishing, 2008, traduzione di Judy Faellini e Paola Bonini[1]
- Il Signore delle cento ossa, (Master of One Hundred Bones, 2011), Sellerio Editore, 2011, traduzione di Paola Bonini
- Il cielo di stagno, (Tin Sky, 2013), Sellerio ed., 2013, traduzione di Luigi Sanvito
- La strada per Itaca, (The Road to Ithaca, 2014), Sellerio ed., 2014, traduzione di Luigi Sanvito
- I piccoli fuochi, (The Little Fires, 2016), Sellerio ed., 2016, traduzione di Luigi Sanvito
- La notte delle stelle cadenti, (The Night of Shooting stars, 2017), Sellerio ed., 2018, traduzione di Luigi Sanvito
- La Sinagoga degli zingari, (The Gypsy Synagogue, 2021), Sellerio ed., 2021, traduzione di Luigi Sanvito

### Altri racconti
- Il sangue dei santi, in A.A.V.V., Fez, struzzi & manganelli, Sonzogno, 2005 - ISBN 8845412326
- Onegin, in A.A.V.V., Family Day, Sperling & Kupfer, 2008 - ISBN 8820044943
- Il giaciglio d'acciaio, in A.A.V.V., Un Natale in giallo, Sellerio, 2011 - ISBN 8838926077
- La finestra sui tetti e altri racconti con Martin Bora (raccolta a cura di Luigi Sanvito), Sellerio, 2023 - ISBN 8838945926